# The Gamers: Hands of Fate
The Gamers: Hands of Fate ist ein 2013 von Dead Gentlemen Productions produzierter Spielfilm, der Pen-&-Paper-Rollenspiele und Sammelkartenspiele karikiert. Drehbuch und Regie wurden von Matt Vancil übernommen, produziert wurde der Film von Dead Gentlemen Productions und Zombie Orpheus Entertainment. Der Film ist bisher nicht deutsch synchronisiert worden. Die beiden Vorgänger The Gamers und The Gamers: Dorkness Rising erschienen 2002 bzw. 2008. Der Film wurde 2012 erfolgreich über die Crowdfunding-Plattform Kickstarter finanziert und übertraf dabei die Erwartungen so sehr, dass die Produktionsfirma zusätzliche Prämien in Form von Miniaturen und einer DVD der auf dem GenCon Indy 2012 gefilmten Bühnenshow der Gamers ausschüttete. Als Dankeschön an alle Fans konnte der Film kurz nach Erscheinen für eine begrenzte Zeit kostenlos in voller Länge auf der Webseite der Produktionsfirma heruntergeladen werden.

## Handlung
The Gamers: Hands of Fate spielt auf ironische Weise mit Stereotypen von Rollenspielern und Sammelkartenspielern und parodiert deren traditionell gespanntes Verhältnis zueinander auf augenzwinkernde Weise.
Die alte Gruppe aus The Gamers: Dorkness Rising spielt noch immer im Hinterzimmer von Leos Rollenspielladen mit Cass als Brother Silence, Joanna als Daphne, Gary als Luster, Leo als Flynn und Lodge als Spielleiter. Doch es ist einige Zeit vergangen und man ist älter geworden. Die Gruppe ist von D&D 3.5 auf Pathfinder (Rollenspiel) umgestiegen und Joanna und Lodge sind inzwischen ein Paar mit entsprechenden Verpflichtungen. Einzig Cass scheint dem Spiel noch den nötigen Ernst entgegenzubringen, da es in seinem Leben nichts anderes gibt, was eine entsprechende Wichtigkeit haben könnte.
Doch dann wird Cass bei einem Sammelkarten-Turnier in Leos Laden auf die scharfzüngige und nicht minder attraktive Natalie aufmerksam. Um sie zu beeindrucken und ihr zu beweisen, dass er jede Art von Spiel meistern kann, lässt er sich in der folgenden Zeit von dem zu seinem Mentor avancierten Leo in bester Matrix-Manier in die Welt der Collectible Card Games einführen. Zum Showdown kommt es auf dem GenCon Indy 2012, auf dem Cass sich in den Kopf gesetzt hat das nationale Sammelkarten-Turnier und damit auch Natalies Herz zu gewinnen.

## Parodien
Wie in vielen echten Gruppen haben sich auch bei den Gamers mit der Zeit und mit dem Erwachsenwerden die Prioritäten vom Rollenspiel hin zu anderen Lebensbereichen verlagert, was zu Konflikten mit den Mitspielern führt, die Rollenspiel noch immer als „ernsthaftes“ Hobby betreiben. So hat Gary mittlerweile einen festen Job und muss Rollenspielsessions absagen, weil sein Chef erwartet, dass er sich um einen wichtigen Kunden kümmert. Joanna und Lodge haben frühmorgendliche Verpflichtungen und wollen nicht mehr bis spät in die Nacht spielen. Cass hingegen beschwert sich, dass die Gruppe seiner Meinung nach zu selten zum Spiel zusammenkommt.
Im weiteren Verlauf der Handlung zeigt sich Gary von Wut über die Absetzung seiner Lieblingsserie „Ninja Dragon Riders“ in den Wahnsinn getrieben. In deren fiktivem Titellied kommt als letztes die Zeile „You can't take the sky frome me“ vor, die aus dem Thema von „Firefly“ stammt, über deren vorzeitige Absetzung nach nur einem Jahr viele Fans bis heute kaum hinweggekommen sind.